# Leucocelis congoensis
Leucocelis congoensis är en skalbaggsart som beskrevs av Franz Antoine 1992. Leucocelis congoensis ingår i släktet Leucocelis och familjen Cetoniidae. Inga underarter finns listade i Catalogue of Life.